# Filetto baciato
Il filetto baciato o salame filetto baciato è un salume originario di Ponzone, in provincia di Alessandria, in Piemonte.

## Storia
Benché si pensi che abbia origini molto antiche, il filetto baciato venne in realtà inventato durante l'Ottocento. Secondo altre fonti, esso risalirebbe invece intorno al 1950, anno in cui sarebbe stato ideato dal macellaio Romeo Malò di Ponzone d'Acqui. Oggi il filetto baciato viene prodotto nella sopracitata Ponzone così come nelle sue frazioni di Cimaferle e Abasse. Rientra fra i Prodotti agroalimentari tradizionali piemontesi.

## Caratteristiche
Il filetto baciato è considerato il salume più insolito del Piemonte in quanto è composto da carne macinata che ricopre un "cuore" intero di filetto. Benché possa presentarsi in diverse forme e dimensioni, esso ha generalmente la forma di un grande uovo. Profuma di vino, aglio e pepe nero. Viene consigliato il consumo del filetto baciato in fette sottili per esaltarne il gusto e la freschezza. Bisogna evitare che l'aria penetri al suo interno in quanto ciò ne causerebbe l'irrancidimento.

## Produzione
Dopo aver ricoperto il filetto (o il sottofiletto) con sale, pepe, noce moscata, aglio, vino rosso e salnitro esso viene lasciato seccare. In seguito si macinano tre parti di carne magra di maiale e una di grasso, anche esse insaporite con spezie e aromi. Dopo aver preso un budello, lo si taglia per lungo e lo si ricopre con l'impasto. Il filetto viene quindi racchiuso al centro del budello. Il salume viene quindi lasciato riposare.